# Jiguanshan (köpinghuvudort i Kina, Liaoning Sheng, lat 40,52, long 123,91)
Jiguanshan är en köpinghuvudort i Kina. Den ligger i provinsen Liaoning, i den nordöstra delen av landet, omkring 150 kilometer söder om provinshuvudstaden Shenyang. Antalet invånare är 19 789. Befolkningen består av 9 445 kvinnor och 10 344 män. Barn under 15 år utgör 12,0 %, vuxna 15-64 år 74 %, och äldre över 65 år 12,0 %.
Runt Jiguanshan är det ganska tätbefolkat, med 93 invånare per kvadratkilometer. Närmaste större samhälle är Fengcheng, 15,2 km sydost om Jiguanshan. I omgivningarna runt Jiguanshan växer i huvudsak blandskog.
Genomsnittlig årsnederbörd är 1 284 millimeter. Den regnigaste månaden är juli, med i genomsnitt 441 mm nederbörd, och den torraste är januari, med 10 mm nederbörd.